# Siméon de Provanchères
Siméon de Provanchères (né vers 1552 à Langres et décédé en juillet 1617 à Sens ou Paris) était un médecin français.

## Biographie
Siméon de Provanchères est issu d'une famille aisée. Il étudie à Montpellier, puis fait le tour du Languedoc et de la Provence et s'installe à Paris. Après la mort de son père, il s'installe à Sens, où il épouse Jeane Belot (issue d'une famille riche, sœur de l'avocat Belot) avec qui il eut une fille qui décéda à l'âge de sept ans. Il avait deux frères : l'ainé fréquenta le barreau et mourut jeune et Barthélémy obtint une fonction de chanoine à la cathédrale de Sens et trésorier du chapitre. Il avait été choisi par la ville de sens pour aller aux états. Son corps fut enterré dans la cathédrale. Un recueil d'épitaphes fut réalisé à sa mort : Clarissimi viri Simeonis Provencherii, medici regii et Senonensis tumulus,.
Siméon de Provanchères est devenu médecin du roi après avoir fait ses preuves lors d'une épidémie à Sens. Ses œuvres comprennent : la traduction d'un texte latin sur l'enfant pétrifié de Sens (il avait été appelé par Ambroise Paré avec Jean d'Ailleboust à raconter l'examen de cet enfant), paru sous le titre Histoire d'un enfant pétrifié ou Le prodigieux enfant pétrifié de la ville de Sens, avec une figure du dit prodige, (Jean Savine, 1582) ; la traduction des Quatrains de Pibrac et Aphorismorum Hippocratis enarratio poetica. Il avait aussi traduit plusieurs extraits de poètes grecs mais ils ne furent pas publiés. Il publia également l'Histoire de l'inappétence d'un enfant de Vauprofonde près Sens, de son désistement de boire et de manger, quatre ans onze mois, et de sa mort, Georges Niverd, 1614-1616,. L'enfant en question dans ces discours se nomme Louis Godeau et dans ce texte, Siméon de Provanchères conclut que des choses doivent être renvoyées au surnaturel dont Dieu est l'origine : Dieu transgresse les bornes de la nature quand cela lui plaît. Un anonyme nommé Androgyne l'attaqua en refusant cette pensée surnaturelle. Sur l'inappétence de l'enfant, Thomas Mont-Sainet, chirurgien à Sens, publie en 1616 une Histoire véritable non moins rare que merveilleuse, d'un enfant qui a vécu en santé, allant et venant sans boire ni manger, avaler ou sucer quoi que ce soit, l'espace de cinq ans (Viverdon in-8°, 38 pages). Charles Richet reproche à Siméon de Provanchères de ne s'être contenté que de l'opinion des habitants de Vauprofonde sans avoir observé l'enfant avec soin. Le Cinquième discours apologétique d'un enfant de Vauprofonde pour les causes surnaturelles de son inappétence a été publié l'année de sa mort, Niverd, 1617 (in-8°, 33 pages).
La maison de Siméon de Provanchères fait l'objet d'une description dans la première partie de l'Histoire des rues et des maisons de Sens,.